# Кейдские поля

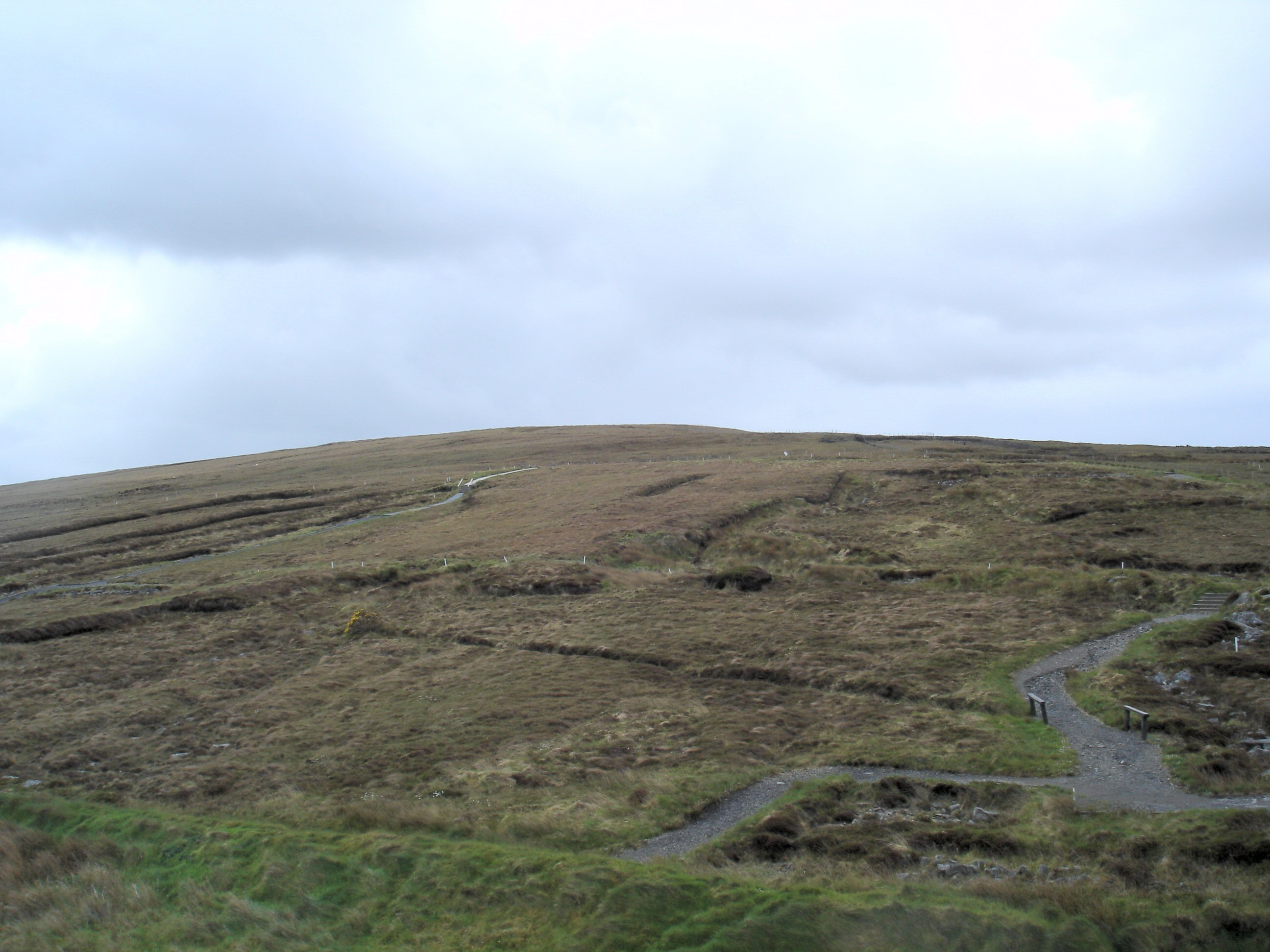
Кейдские поля

Кейдские поля, иногда неверно Сейдские поля, англ. Céide Fields, от ирл. Achaidh Chéide — археологический памятник на северном побережье графства Мейо на западе Ирландии. Кейдские поля являются крупнейшим по площади памятником каменного века в мире, здесь находится древнейшая система сельскохозяйственных полей. Датировка различными методами показывает, что поля возникли около 3,5 тыс. лет до н. э., то есть 5,5 тыс. лет назад. Являются кандидатом на включение в список Всемирного наследия ЮНЕСКО в Ирландии.

## Открытие
В 1930-х гг. местный школьный учитель Патрик Колфилд (англ. Patrick Caulfield) обнаружил нагромождения камней под торфом, который он выкапывал в качестве топлива. Расположение камней было достаточно правильным, систематичным, необычным для природы. Колфилд предположил, что камни были установлены людьми. Более того, тот факт, что камни находились под высохшим болотом, говорил о том, что они были установлены достаточно давно, ещё до появления этого болота.
Интерес к полям, однако, пробудился лишь сорок лет спустя, когда сын Патрика, Шеймус (англ. Seamus), изучив археологию, продолжил исследование, в результате чего был обнаружен комплекс полей, домов и мегалитических гробниц, находившихся в течение длительного времени под слоем торфяного болота.

## Изучение

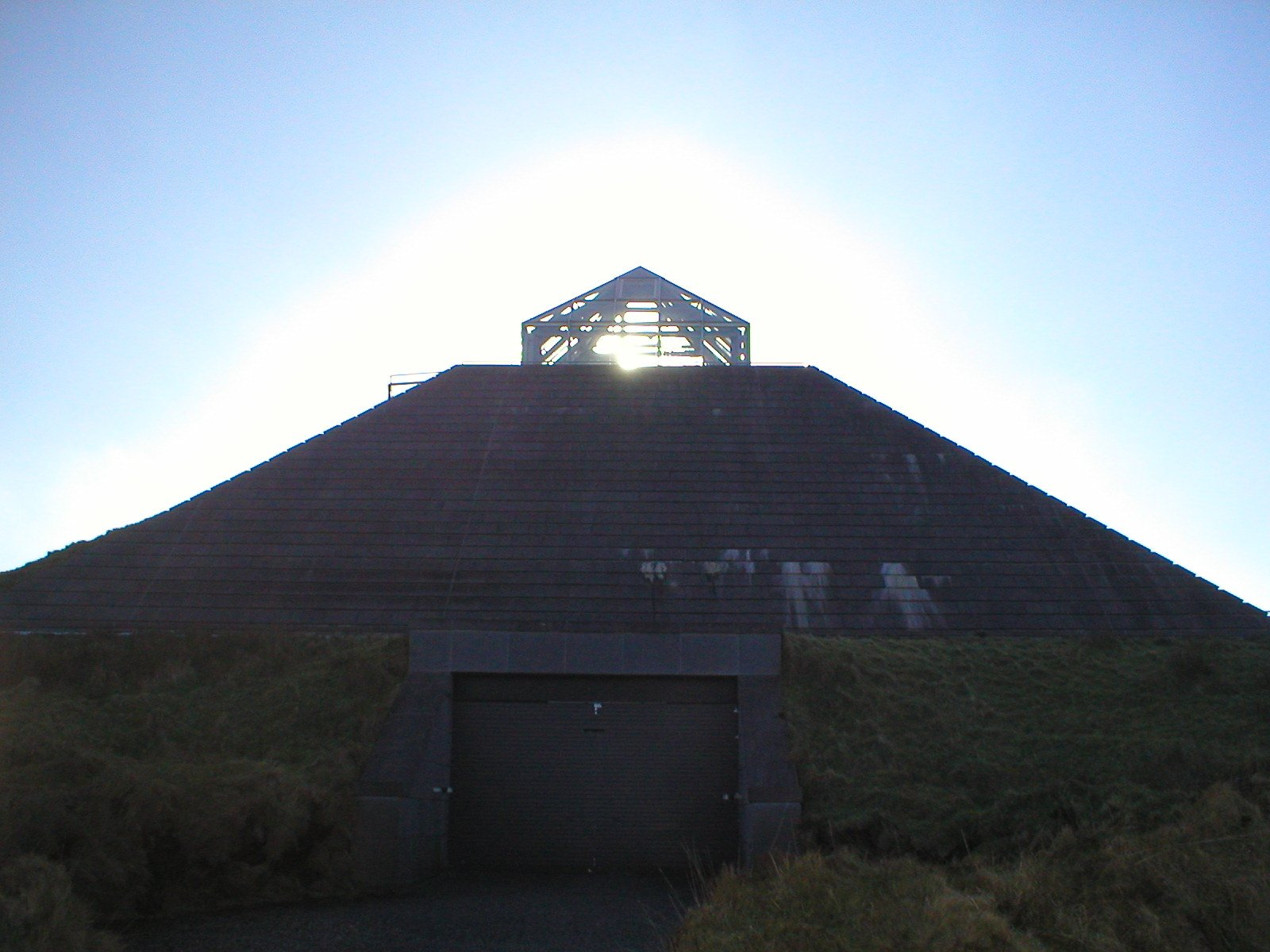
Музей Кейдских полей.

С целью сохранения археологического памятника и обеспечения возможности для дальнейшего изучения местность была прощупана металлическим стержнем, была составлена карта памятника.
Было установлено, что создатели полей жили в местности, покрытой густым лесом. Они сводили лес, чтобы обеспечить себе земли под пахоту и добыть древесину для строительства и разведения огня. Уничтожение леса продолжалось довольно длительное время.
Климат во времена культивации полей был намного мягче современного, что позволяло засевать их и собирать урожай в течение круглого года. Свидетельством такого климата являются многочисленные останки древних деревьев, найденные в болоте.
В течение некоторого времени племена того времени жили благополучно, однако в результате экологических или климатических изменений почва постепенно перестала быть пригодной для засева и стала неплодородной, возможно, в результате сведения окружающих лесов.